# Jikkyō Powerful Pro Yakyū 5
Jikkyō Powerful Pro Yakyū 5 (実況パワフルプロ野球5) és un videojoc de beisbol de dibuixos animats per la Nintendo 64. Va ser llançat només al Japó el 1998. És el segon videojoc a la Nintendo 64 a la saga Jikkyō Powerful Pro Yakyū, és la continuació del Jikkyō Powerful Pro Yakyū 4 i té les continuacions de Jikkyō Powerful Pro Yakyū 6, Jikkyō Powerful Pro Yakyū 2000 i Jikkyō Powerful Pro Yakyū Basic-han 2001. Tots els videojocs de la saga han sigut llançats només al Japó.